# العنف الأسري في شيلي
العنف الأسري في شيلي (ويُشار إليه محليًا باسم violencia intrafamiliar) يُعد مشكلة سائدة.  يمكن تعريف العنف الأسري بأنه التصرف السيء الصادر من قبل شريك حميم أو أحد أفراد الأسرة، بغض النظرعن مكان حدوث العنف.

## مدى العنف الأسري في شيلي
ينتشر العنف ضد المرأة بين جميع فئات المجتمع الشيلي. ومنذُ أوائل التسعينات، أشارت الإحصائيات إلى أن العنف الأسري يؤثر على حوالي 50% من النساء في شيلي.  كما تتأثر جميع الطبقات الاجتماعية والاقتصادية بالعنف الأسري، مع وجود بعض الفئات التي لديها معدلات أعلى من العنف الأسري دون غيرها. وبالتوافق مع هذه النتائج، أشارت الدراسة الاستقصائية الوطنية عام 2003 في تشيلي إلى أن 25-30٪ من حالات قتل الإناث تحدث في المنزل. 